# Polis Chrysochous
Polis (Chrysochous) (griechisch Πόλις (Χρυσοχούς), türkisch Poli) ist eine Stadtgemeinde (Δήμος Dímos) im Bezirk Paphos in der Republik Zypern. Bei der Volkszählung im Jahr 2021 hatte sie 2570 Einwohner.
Polis verfügt über ein Krankenhaus. Zudem hat die römisch-katholische Kirche hier eine Seelsorgestelle.

## Name
Im Jahr 1552, während der venezianischen Besatzung, erhielt die Siedlung den Namen Crosocho. Es war die Hauptsiedlung der Contrada Di Crusocho, einer beherrschenden Unterteilung der Grafschaft Paphos. Es ist möglich, dass der Name von der Tatsache herrührt, dass sie I polis du Crusocho genannt wurde. In der osmanischen Volkszählung Zyperns im Jahr 1643 wurde die Siedlung als Poli erwähnt. 1878 führten die Engländer eine Volkszählung durch, bei der die Siedlung als Polis bezeichnet wurde.
Polis bedeutet auf Griechisch „Stadt“. Anders als in anderen Dörfern nahmen die Zyperntürken keinen alternativen türkischen Namen an und nannten die Stadt daher weiterhin Poli.

## Lage und Umgebung

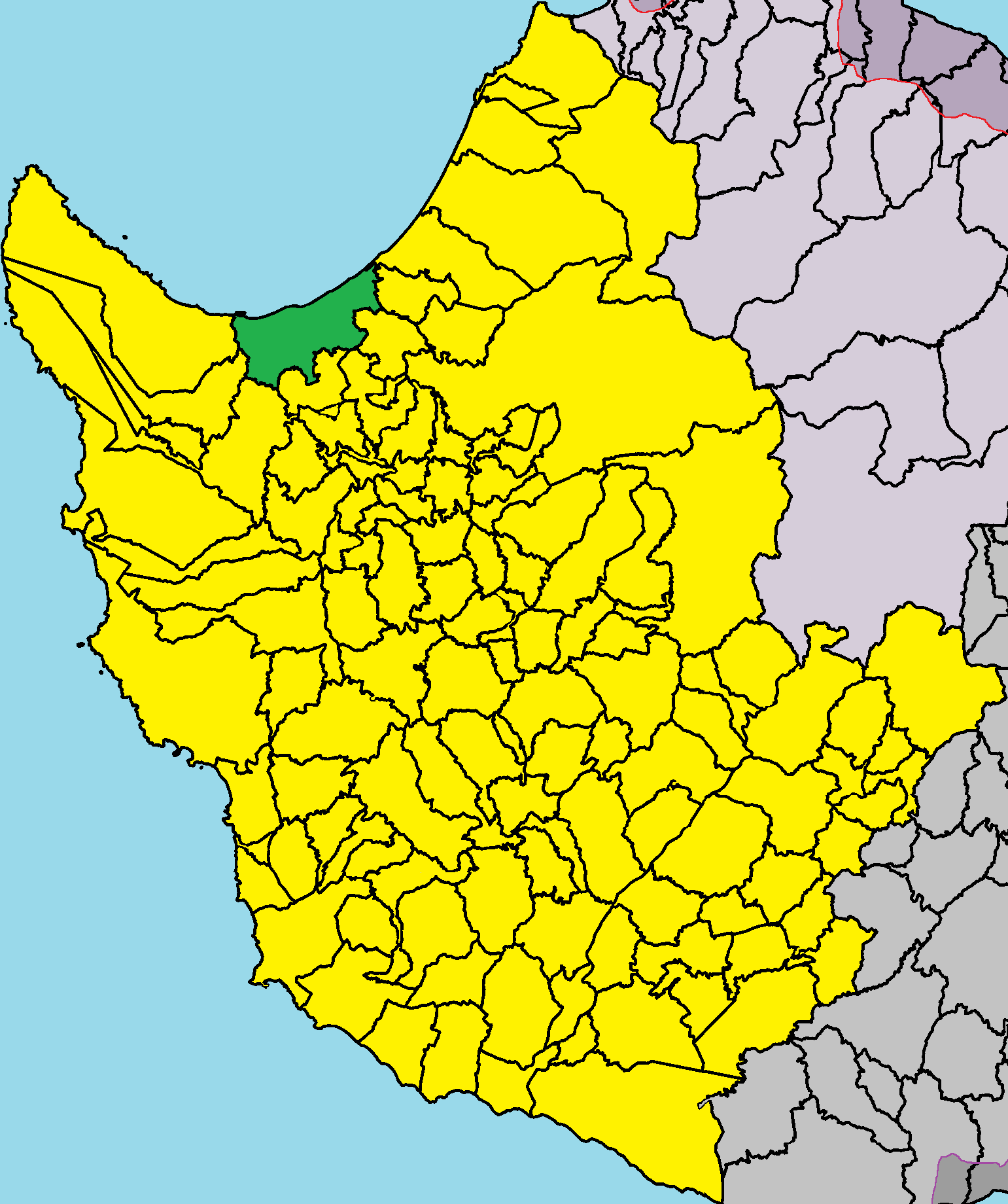
Lage im Bezirk Paphos

Polis Chrysochous liegt im Nordwesten der Mittelmeerinsel Zypern auf einer Höhe von etwa 20 Metern, etwa 36 Kilometer nördlich von Paphos, 180 Kilometer westlich von Nikosia und 125 Kilometer nordwestlich von Limassol. Das 13,3698 Quadratkilometer große Dorf grenzt im Westen an Neo Chorio, im Südwesten an Androlikou und Drousia, im Süden an Chrysochou und Steni, im Südosten an Pelathousa und im Osten an Makounda und Argaka. Der nördliche Teil seines Verwaltungsgebiets liegt an der Küste. Der entstehende Golf wird Bucht von Chrysochous genannt. Die Stadt kann über die Straßen B7, E704, E709, E713, E723 und F736 erreicht werden.

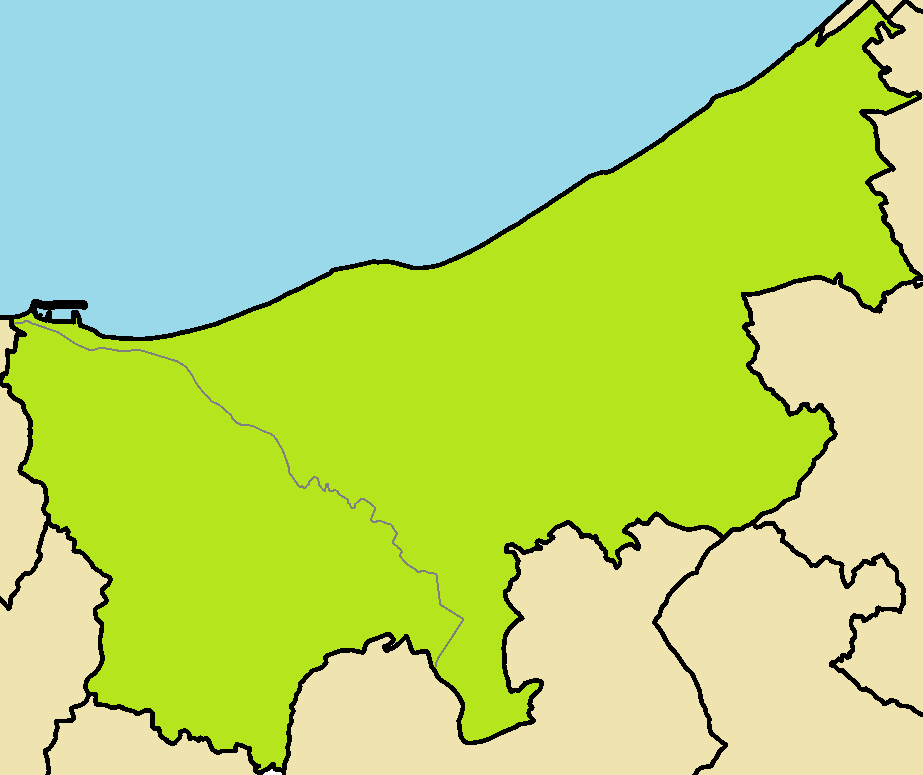
Administrative Aufteilung von Polis Chrysochous in die Bezirke Prodromi (links) und Polis Chrysochous (rechts)

Die Gemeinde Polis teilt sich auf die Gemeindeteile Polis Chrysochous und Prodromi auf. Auf dem Gemeindegebiet liegt weiterhin neben dem eigentlichen Polis Latsi, ein kleiner Hafenort. Beide Orte verfügen über lange Sand- und Kiesstrände und sind vom Tourismus geprägt. Die Halbinsel Akamas, die heute ein Naturschutzgebiet ist, liegt nahe den beiden Orten. Die sogenannten Bäder der Aphrodite befinden sich hier. Der Legende nach soll hier Aphrodite auf Adonis gewartet haben, während dieser vom eifersüchtigen Ares getötet wurde.
In der Umgebung wachsen vor allem Weinreben, Zitrusfrüchte, verschiedene Obstbäume (Birnen, Avocados, Granatäpfel, Bananen, Pfirsiche und goldene Äpfel), Mandeln, Oliven, Walnüsse, Tabak, Johannisbrot, Getreide, Hülsenfrüchte (Erbsen, Bohnen und Bohnen) und Gemüse (Wassermelonen, Bohnen, Tomaten, Gurken, Kartoffeln, Rüben, Artischocken usw.). Geologisch betrachtet wird das Gemeindegebiet von den Sedimenten der Terrassen, den Ablagerungen der Pachnas-Formation (wechselnde Schichten aus Kreiden, Mergeln und Sandsteinen) und den jüngsten alluvialen Ablagerungen des Holozäns dominiert.

## Geschichte
Das Gebiet von Polis Chrysochous wurde erstmals nach dem Trojanischen Krieg besiedelt, als sich dort antike Bergleute niederließen, da in der Gegend reiche Kupfervorkommen vorhanden waren. Im Gebiet von Polis befand sich in der Antike die Stadt Arsinoe im Königreich Marion. Arsinoe wurde aufgrund arabischer Überfälle im 7. Jahrhundert n. Chr. aufgegeben. Die nachfolgende Siedlung, die in der gleichen Gegend entstand, wurde auch als Stadt Arsinoe bezeichnet, bis der Name nach und nach aufgegeben wurde.
Polis Chrysochous wurde zu Beginn der britischen Besatzung 1882 gegründet. 1907 wurde es offiziell zur Gemeinde erklärt. Während der britischen Zeit diente es als Hauptstadt des Khyrsokhou Nahiye (Bezirks).

### Bevölkerungsentwicklung
Den auf Zypern durchgeführten Volkszählungen zufolge war Polis Chrysochous bis zur türkischen Invasion 1974 von Zyperngriechen und Zyperntürken bewohnt, wobei die Zyperngriechen eine knappe Mehrheit stellten. Während der Zeit der interkommunalen Unruhen (1963–64) flüchteten alle Zyperntürken von Polis Chrysochous in das zyperntürkische Gymnasium, wo sie belagert wurden. Die Zyperntürken blieben bis 1968 im Bereich des Gymnasiums, nachdem sie ihr Gebiet etwas erweitert und Flüchtlingshäuser geschaffen hatten.
Die Situation verbesserte sich in den folgenden Jahren kaum. Während der türkischen Invasion im Jahr 1974 griffen zyperntürkische Streitkräfte Zyperngriechen an, als diese sich weigerten, sich zu ergeben. Die zyperntürkischen Soldaten brachten die zyperntürkischen Bewohner in das Nachbardorf Pelathousa. Anschließend wurden sie in den nördlichen Teil Zyperns verlegt. Die zyperngriechischen Bewohner blieben in Polis. Auch Zyperngriechen aus dem nördlichen Teil Zyperns ließen sich dort nieder.
Die folgende Tabelle zeigt die Bevölkerung des Dorfes, wie sie in den in Zypern durchgeführten Volkszählungen erfasst wurde.
| Jahr      | 1881 | 1891 | 1901 | 1911 | 1921 | 1931 | 1946 | 1960 | 1976 | 1982 | 1992 | 2001 | 2011 | 2021 |
| Einwohner | 435  | 476  | 600  | 770  | 919  | 990  | 1198 | 1645 | 1010 | 1000 | 1252 | 1847 | 2018 | 2570 |

## Politik

### Bürgermeister
Bürgermeister von Polis Chrysochous waren:
- Chrysostomos Kyriakou (1986–1991)
- Averof Neofytou (1991–1996)
- Michalis Korakas (1996–2001)
- Agathangelos Georgiou (2001–2016)
- Yotis Papachristofi (seit 2016)

### Gemeindepartnerschaften
Die Gemeinde Polis Chrysochous hat Partnerschaften mit:
- Pinios (Griechenland)
- Volvi (Griechenland)
- Veria (Griechenland)
- Chania (Griechenland)
- Teslić (Bosnien und Herzegowina)
- Rostow am Don (Russland)

## Sehenswürdigkeiten
- Das Archäologische Museum von Marion-Arsinoe wurde 1998 eingeweiht und im neoklassizistischen Stil erbaut. Es beherbergt Funde aus der antiken Stadt Arsinoe und den Nekropolen von Marion.

- Der Hafen von Latchi, etwa 4 Kilometer nordwestlich von der Stadt gelegen, ist ein Anziehungspunkt für Besucher der Gegend.[15]

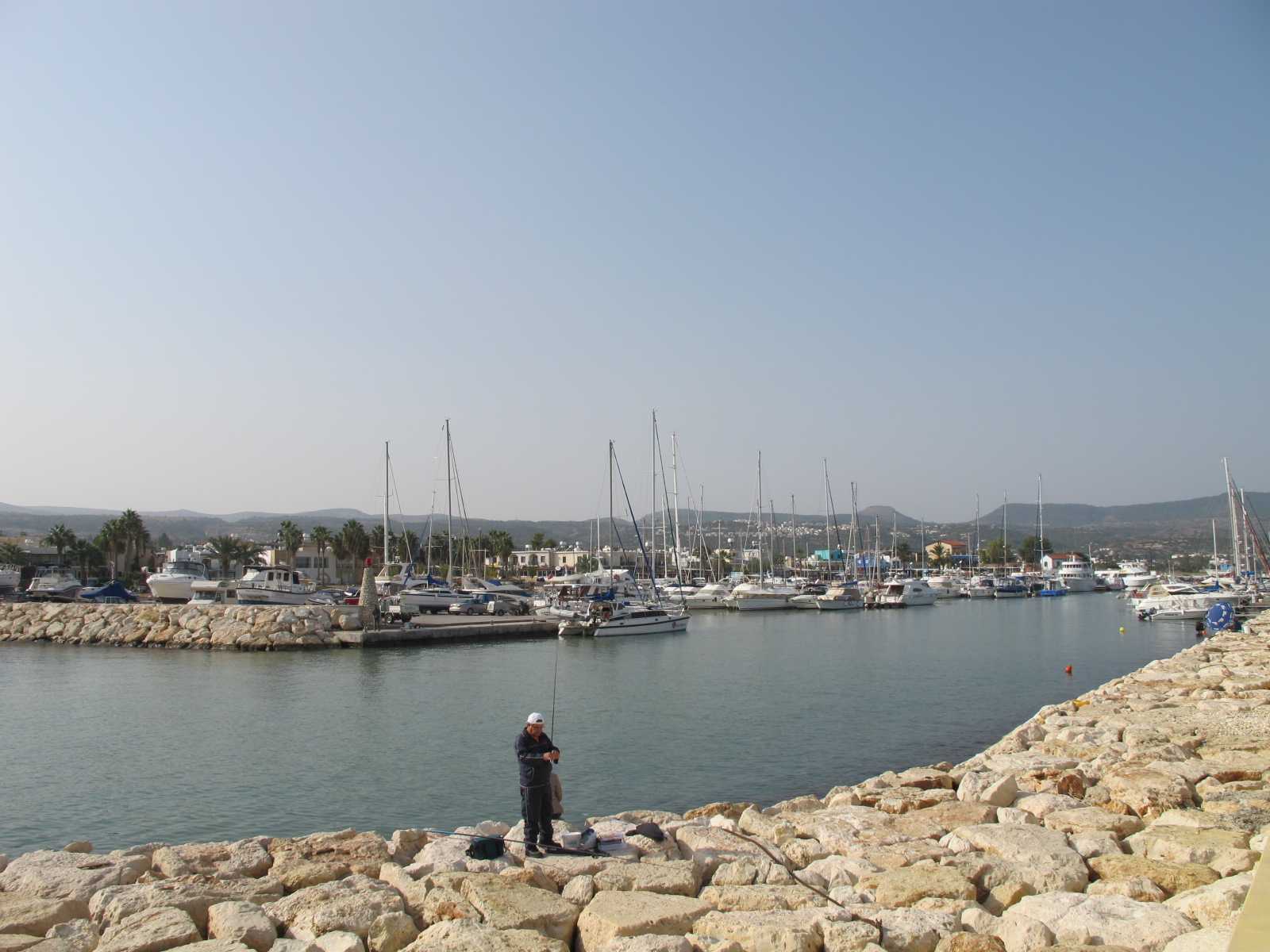
Blick über den Hafen von Latchi

- Die Limni-Mine liegt etwa 5 Kilometer östlich der Stadt. Das Bergwerk bot während seines Betriebs mehreren Bewohnern der Stadt und der umliegenden Dörfer Beschäftigung.[33]

- Der Campingplatz von Polis Chrysochous wurde im kleinen Wald von Polis, angrenzend an den Strand, von der zyprischen Tourismusorganisation geschaffen. Er ist mit einer Kapazität von 750 Personen der größte Campingplatz in Zypern.[15]

- Agia Kyriaki, Agios Andronikos, Apostolos Andreas und Agios Nikolaos sind die Kirchen von Polis.[15]

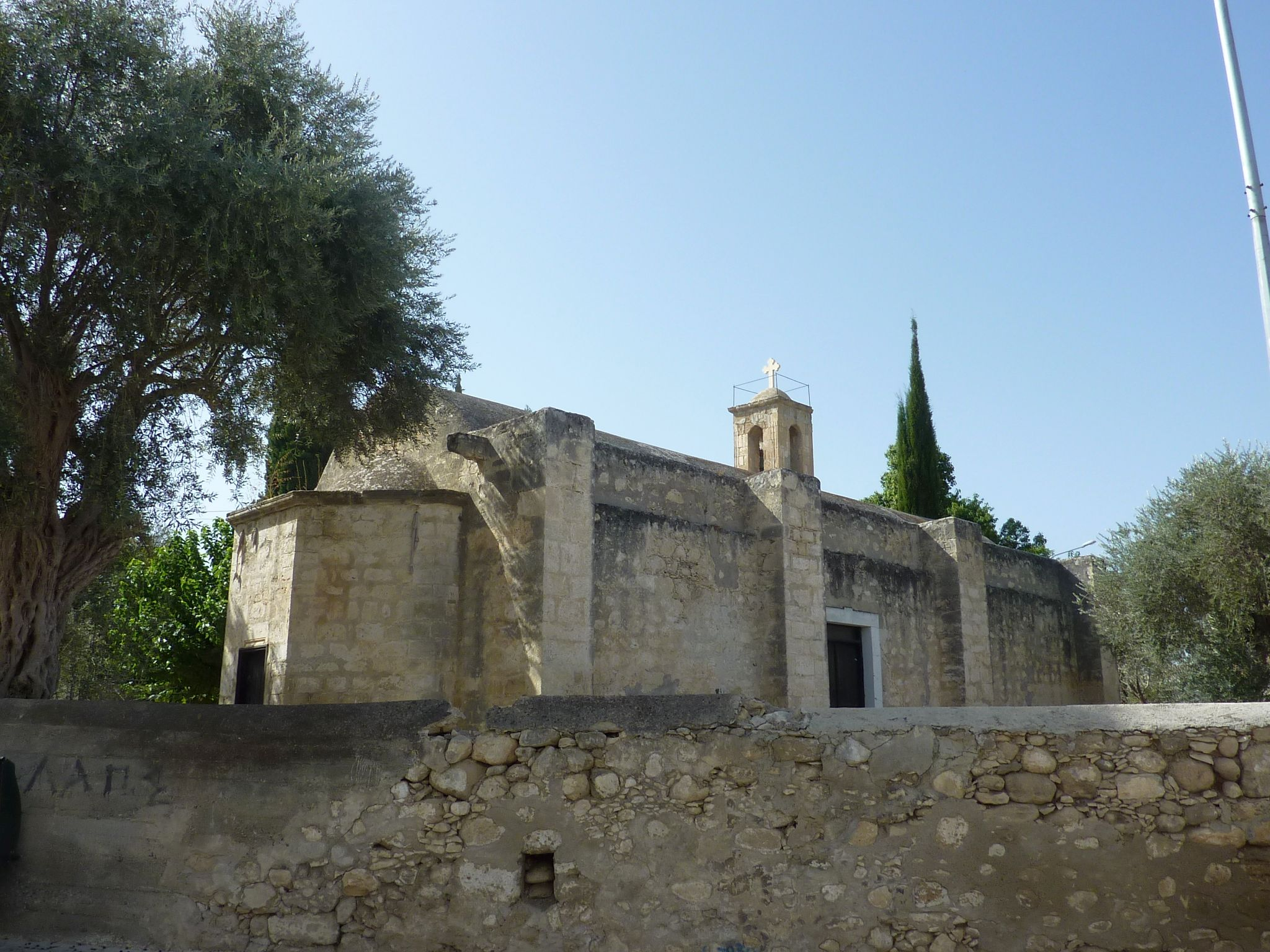
Kirche Agia Kyriaki

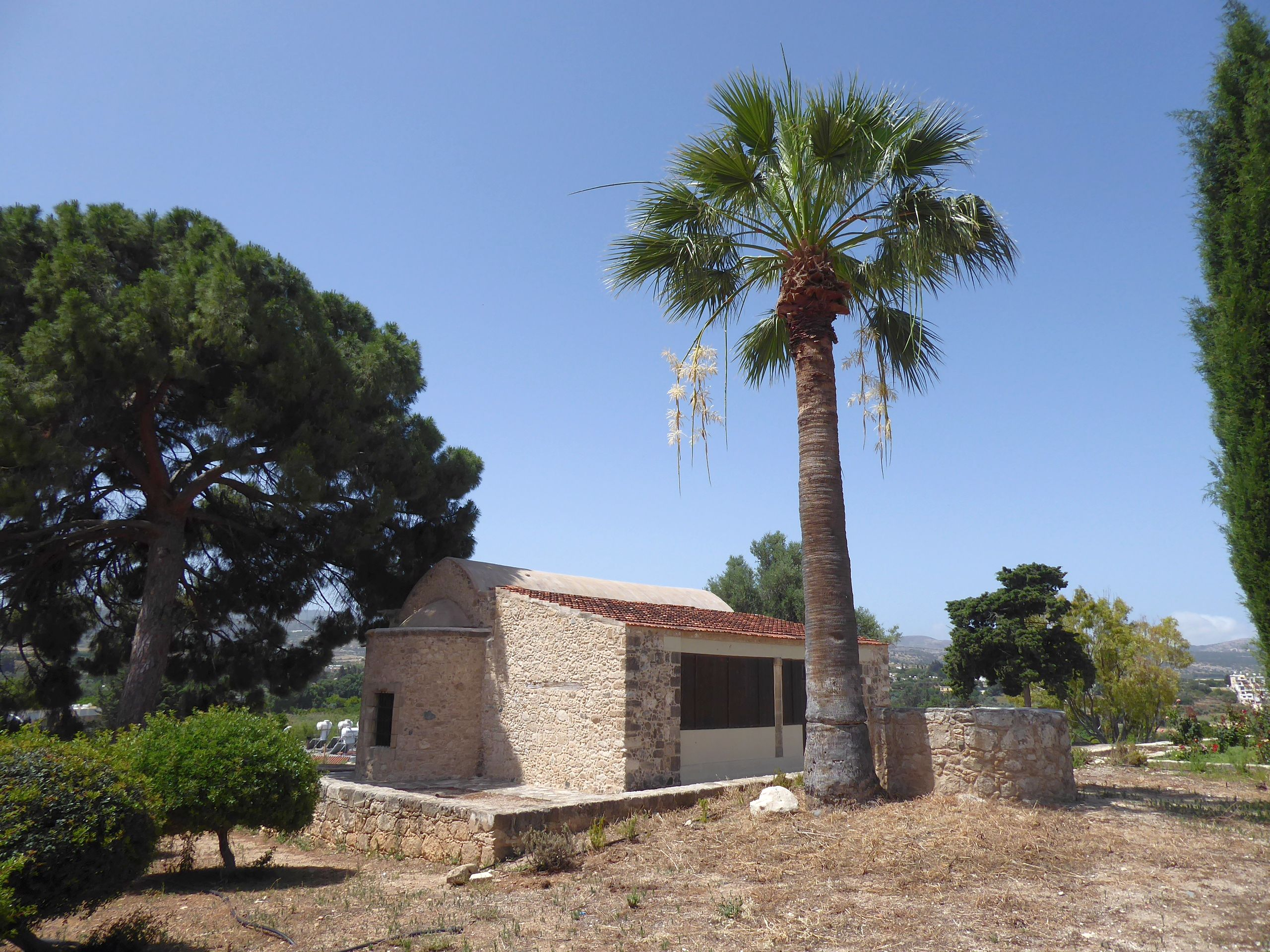
Kirche Agios Andronikos

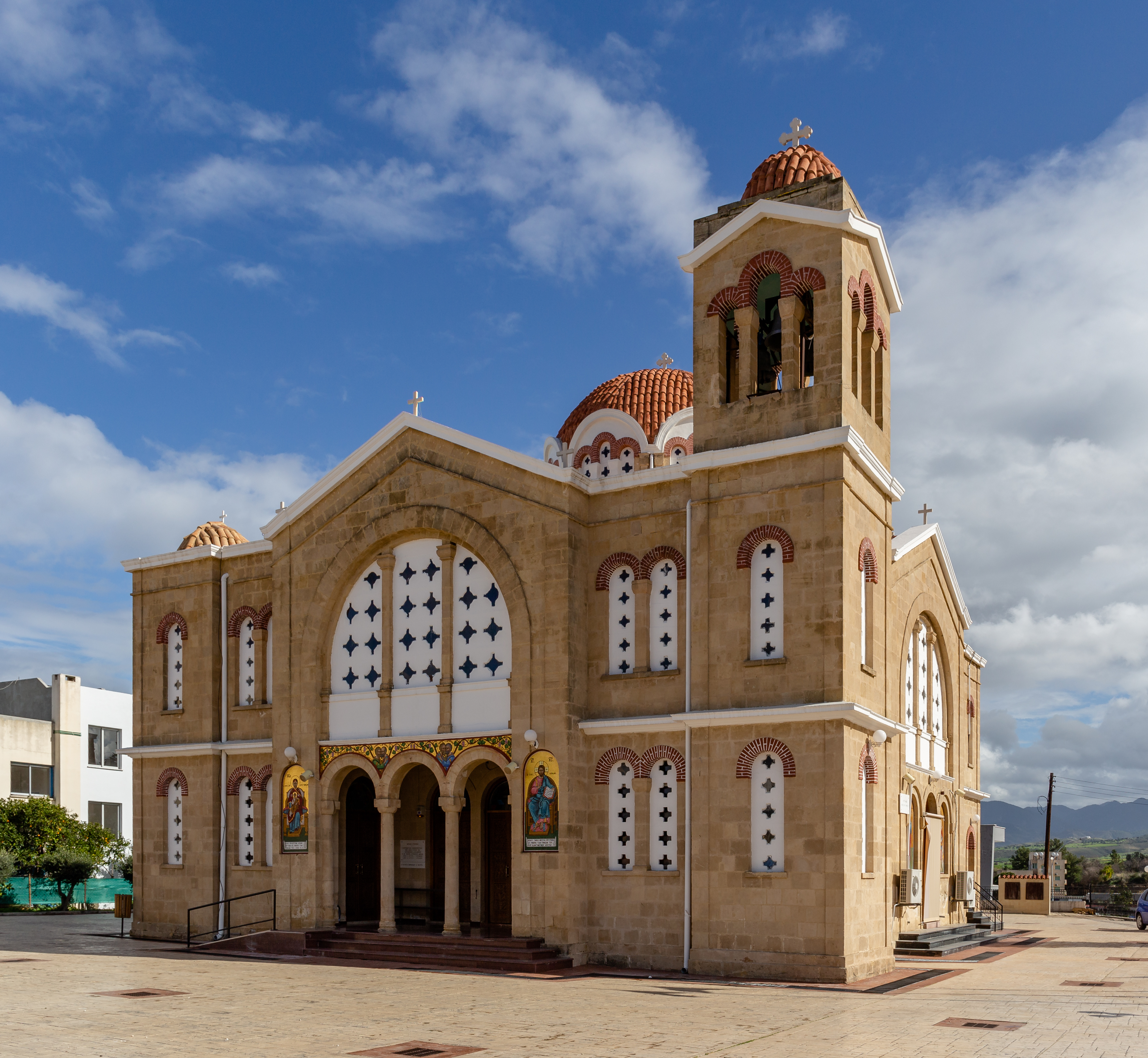
Kirche Apostolos Andreas

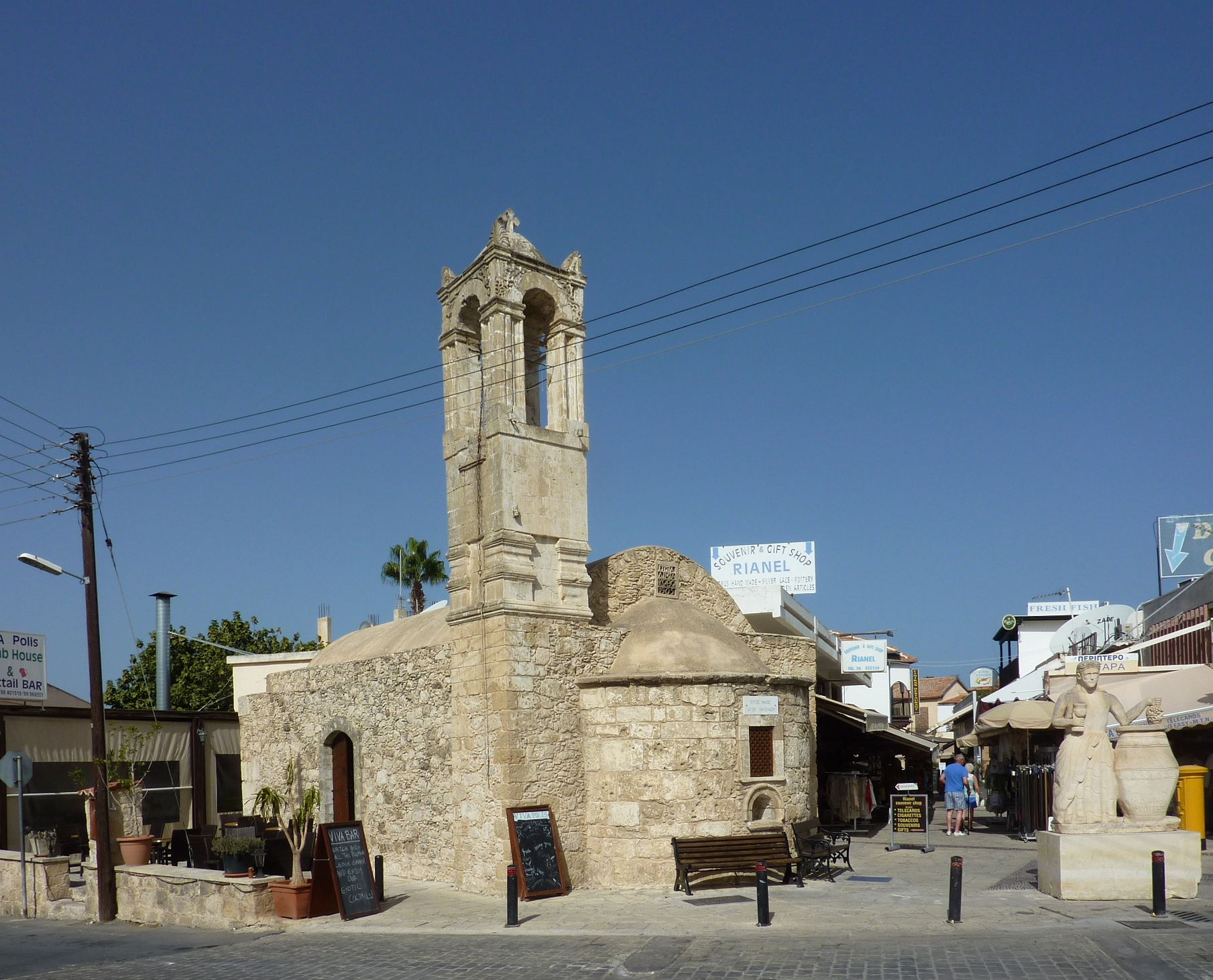
Kirche Agios Nikolaos